# 椎名優
椎名 優（しいな ゆう、Shiina Yuu）は、日本のイラストレーター。フリーランスとして、ライトノベルや児童書の表紙・挿絵、ゲームのパッケージデザインやキャラクターデザインなどを手掛ける。

## 略歴
小学校高学年の頃から本格的に絵を描き始め、高校時代にはイラストコンテストに投稿していた。ゲーム会社に就職し、プリクラ大作戦（1996年）のキャラクターデザインを担当。1998年には、2ヶ月かけて制作したイラスト「自然調律師」で第5回電撃ゲームイラスト大賞金賞を受賞した。その後は月と貴女に花束を（1999年）の表紙・挿絵を始めとして、主に角川グループから出版されているライトノベル作品などのイラストを請け負っている。このライトノベルがすごい!2021のイラストレーター部門で第9位を獲得。
村田蓮爾は先輩であるという。

## 主な作品

### 漫画連載
- Monochrome Myst（電撃大王ジェネシス[4] → 電撃大王WEBコミック[5]連載、電撃コミックス[6]）

### 表紙・挿絵
ライトノベル
- 月と貴女に花束を（志村一矢著、電撃文庫）[7]
- 猫の地球儀（秋山瑞人著、電撃文庫）
- エンジェル・ハウリング（秋田禎信著、富士見ファンタジア文庫）
- なずな姫様SOS（阿智太郎著、電撃文庫）
- 麒麟は一途に恋をする（志村一矢著、電撃文庫）
- ダークエルフの口づけ（川人忠明著、富士見ファンタジア文庫）
- 紅牙のルビーウルフ（淡路帆希著、富士見ファンタジア文庫）
- モーフィアスの教室（三上延著、電撃文庫）
- メガロ・オーファン（若木未生著、角川ビーンズ文庫）
- ユーフォリ・テクニカ ～王立技術院物語～（定金伸治著、C★NOVELSファンタジア）
- サクラダリセット（河野裕著、角川スニーカー文庫）
- 偽りのドラグーン（三上延著、電撃文庫）
- ベイビー、グッドモーニング（河野裕著、角川スニーカー文庫）
- あじさいの季節に僕らは感応する（志茂文彦著、ファミ通文庫）
- スライムなダンジョンから天下をとろうと思う。（再藤著、アース・スターノベル）
- 男なら一国一城の主を目指さなきゃね（三度笠著、FUJIMI SHOBO NOVELS）
- 本好きの下剋上（香月美夜著、TOブックス）
- 自殺するには向かない季節（海老名龍人著、講談社ラノベ文庫）
- ウォーター&ビスケットのテーマ（河野裕・河端ジュン一共著、角川スニーカー文庫）
- いつかのクリスマスの日、きみは時の果てに消えて（瀬尾つかさ著、ファミ通文庫）
- 異世界転生して生産スキルのカンスト目指します!（渡琉兎著、ドラゴンノベルス）

児童書
- ウルは空色魔女（あさのますみ著、角川つばさ文庫）[8]
- 秘密の花園（バーネット作、栗原ちひろ文、角川つばさ文庫）
- スタジオから5秒前! 星ヶ丘小放送部、ラジオデビュー!（たざわりいこ著、角川つばさ文庫）
- 小公女セーラ（バーネット作、杉田七重訳、角川つばさ文庫）
- クレヨン王国ベストコレクション
  - クレヨン王国の十二か月　新装版（福永令三著、青い鳥文庫）
  - クレヨン王国の花ウサギ　新装版（福永令三著、青い鳥文庫）
  - クレヨン王国　新十二か月の旅　新装版（福永令三著、青い鳥文庫）
  - クレヨン王国　いちご村　新装版（福永令三著、青い鳥文庫）
  - クレヨン王国　超特急24色ゆめ列車　新装版（福永令三著、青い鳥文庫）
  - クレヨン王国　黒の銀行　新装版（福永令三著、青い鳥文庫）
- 小さな家シリーズ
  - 大きな森の小さな家（ローラ・インガルス・ワイルダー作、中村凪子訳、角川つばさ文庫）
  - 大草原の小さな家（ローラ･インガルス･ワイルダー作、中村凪子訳、角川つばさ文庫）
  - プラム・クリークの土手で（ローラ･インガルス･ワイルダー作、中村凪子訳、角川つばさ文庫）
- 小公子セドリック（バーネット作、杉田七重訳、角川つばさ文庫）
- 新訳 賢者の贈り物・最後のひと葉（オー・ヘンリー作、越前敏弥・武富博子・田中亜希子・宮坂宏美・吉澤康子訳、角川つばさ文庫）
- プリ・ドリシリーズ（たなかりり著、青い鳥文庫）
- 超高速!参勤交代 映画ノベライズ（時海結以著、土橋章宏脚本、青い鳥文庫）
- 戦国の姫城主 井伊直虎（越水利江子著、角川つばさ文庫）
- サクラダリセット（川人忠明著、河野裕原作、角川つばさ文庫）
- ヘレン・ケラー物語（東多江子著、青い鳥文庫）
- 日本の神さま 古事記の物語（時海結以著、青い鳥文庫）
- まんが人物伝 アンネ・フランク 日記で平和を願った少女（ホロコースト記念館館長大塚信監修、角川まんが学習シリーズ）

ライト文芸
- シェイクスピアの退魔劇（永菜葉一著、富士見L文庫）

### パッケージデザイン
- 英雄伝説VI 空の軌跡シリーズ
  - 英雄伝説 空の軌跡FC
  - 英雄伝説 空の軌跡SC

### キャラクターデザイン
- テイルズ オブ コモンズ（バンダイナムコゲームス）[1]
- テイルズ オブ ヴァールハイト（バンダイナムコゲームス）
- テイルズ オブ ザ ワールド マテリアルダンジョン（バンダイナムコゲームス）

### 画集
- 椎名優画集 天球綺譚（ISBN 9784840220460）[9]
- 椎名優画集2 幻燈庭園（ISBN 4840221774）
- 椎名優画集 エンジェル・ハウリング 硝化の声（ISBN 4829191309）
- 椎名優画集3 ガーネット（ISBN 978-4-04-886316-2）
- 椎名優画集 Liber Stella ～本好きの下剋上&Other Works～

### その他
ゲーム
- 央華封神TCG（カードイラスト）
- 拡散性ミリオンアーサー（カードイラスト）
- ロード オブ ヴァーミリオンRe:2 ～再征～（カードイラスト）[10]
- 錬金マイスター（カードイラスト）

雑誌
- 中華的幻想見聞録（電撃hpにて連載されていたイラストストーリー）
- 青の楽園＜エデン＞（電撃文庫MAGAZINEにて連載されていたイラストストーリー）
- カーリタースの風によせて（ファンタジアバトルロイヤルにて連載されていたフルカラーコミック）

エンドカード
- 本好きの下剋上 第二十七章「冬の始まり」
- 悪役令嬢転生おじさん 第9話「おじさん、閉じ込められる」[11]